# Palagruža

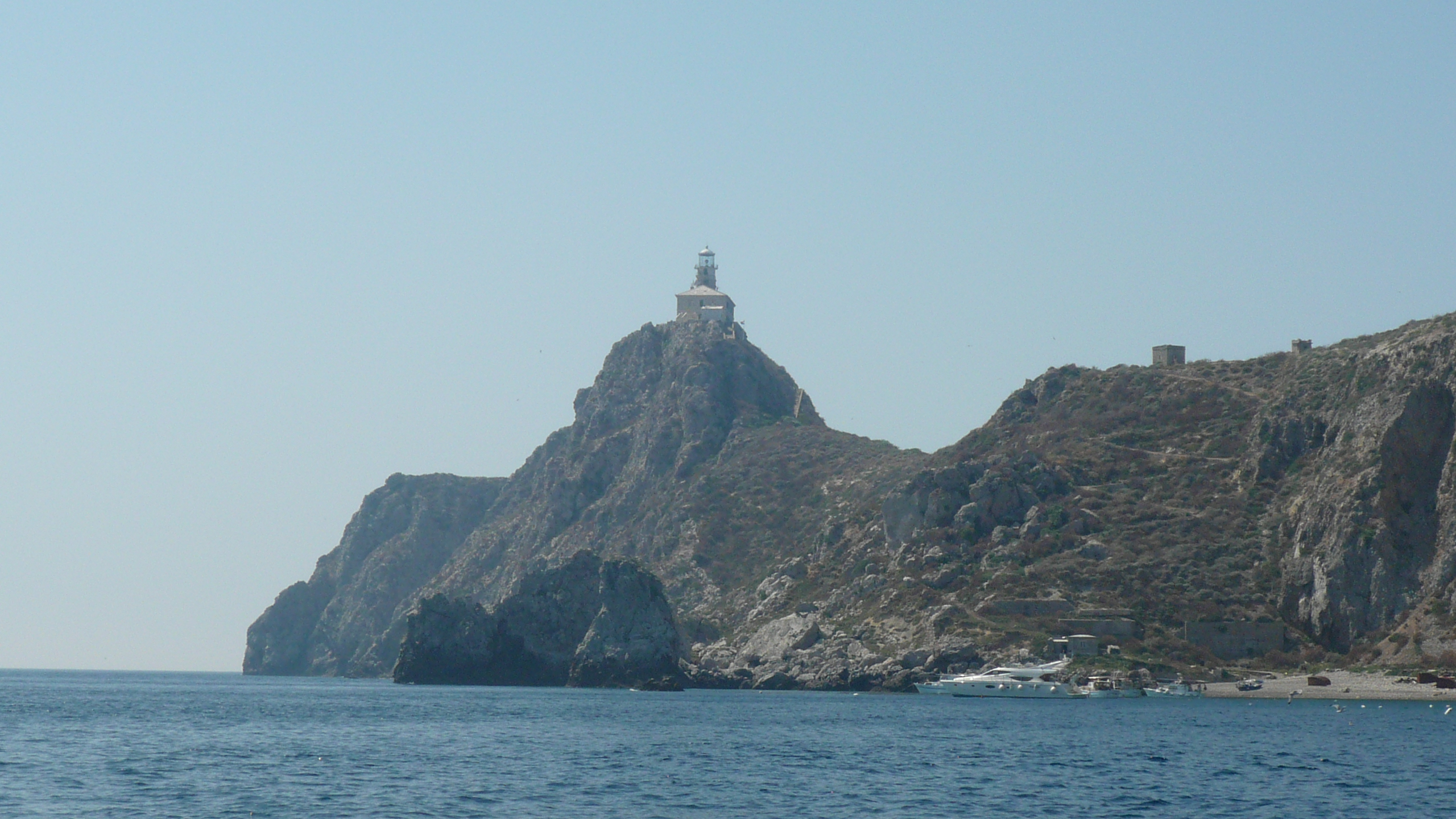
Huvudön Vela med fyren.

Palagruža (italienska: Pelagosa) är en obebodd ögrupp mitt i Adriatiska havet, 123 kilometer söder om Split och 160 kilometer öster om Pescara. Ögruppen hör till Kroatien och är landets sydligaste punkt.

## Öar och holmar
Ögruppen består av huvudön, Vela eller Velika Palagruža (Stora Palagruža), den mindre ön Mala Palagruža (Lilla Palagruža) samt holmarna Kamik, Tarmuntona, Pupak, Kunj, Baba, Gaće samt Galijula som är arkipelagens sydligaste holme. Endast på huvudön finns bebyggelse i form av en fyr.

## Historia
Innan 1861 hörde ögruppen till Kungariket Bägge Sicilierna och därefter Kungariket Italien. 1873 tillföll ögruppen Österrike-Ungern. Mellan 1920 och 1945 tillhörde ögruppen Italien för att efter andra världskriget inlemmas i Jugoslavien och i förlängningen Kroatien.